# Garbagnate Rota
Garbagnate Rota è una frazione del comune italiano di Bosisio Parini posta a sud del centro abitato, sempre sul lago di Pusiano. Costituì un comune autonomo fino al 1757.

## Storia
Garbagnate Rota fu un antico comune del Milanese registrato agli atti del 1751 come un villaggio con istituzioni proprie. Nonostante la località fosse sede di una propria parrocchia, l'editto di riforma dell'amministrazione milanese emanato nel 1757 dall'imperatrice Maria Teresa l'annesse a Bosisio, in uno dei pochi casi di soppressione di comuni ecclesiasticamente autonomi nell'operato della sovrana austriaca.

## Monumenti e luoghi d'interesse

### Architetture religiose

#### Chiesa di Sant'Ambrogio
Di origine paleocristiana, la chiesa così come la si vede oggi si basa su un'impostazione risalente ai secoli XI-XII, la quale venne tuttavia rimaneggiata durante alcuni lavori eseguiti nei secoli XIV-XV e nell'ultimo biennio degli anni trenta del Novecento. La doppia abside esterna che oggi ospita la sacrestia corrisponde alla zona che un tempo costituiva l'ultima campata della chiesa in direzione est.
Internamente, la chiesa conserva un'acquasantiera di probabile origine pagana, fregi del periodo romano e antichi affreschi. La presenza dell'acquasantiera è già attestata nel 1566, epoca in cui l'oratorio fungeva da chiesa cimiteriale sia per gli abitanti di Garbagnate sia per quelli di Bosisio. Agli interventi degli anni 1938-1939 risalgono gli affreschi realizzati dietro all'altare da A. Cornali, raffiguranti tre scene della vita di Sant'Ambrogio. Allo stesso periodo risalgono la collocazione del ciborio e lo spostamento, in controfacciata, del settecentesco paliotto in scagliola che fino ad allora ornava il vecchio altare maggiore. Al centro del paliotto, che richiama gli stilemi di analoghe opere tipicamente realizzate dai magistri antelami, un'altra rappresentazione artistica del santo titolare della chiesa, questa volta raffigurato a cavallo.

#### Chiesa di San Giuseppe
La chiesa di San Giuseppe, elevata al rango di parrocchiale nel 1643, ospita una tela settecentesca ivi trasportata dalla chiesa di Sant'Ambrogio nel 1938 e raffigurante una Crocifissione coi santi Ambrogio e Carlo Borromeo.

### Architetture civili
- Villa Giulini, inserita nel contesto di un parco, proprietà degli omonimi conti fino al 1845, anno in cui passò ai Melzi d'Eril[2]
- Villa Nava (XIX secolo), costruita al posto di un precedente convento benedettino, introdotta da un ingresso contraddistinto dalla presenza di tre portali ad arco[2]